# Gulvmoppe
En gulvmoppe er et redskab til at vaske gulv, der består af et skaft påhæftet flere "arme" af stof. Den benyttes sammen med en spand med sæbevand og en indretning til at vride moppen op. Den er opstået som rygvenligt alternativ til gulvvask med gulvklud, da gulvmoppen kan bruges uden af man bukker sig ned. 